# نبرد اناب

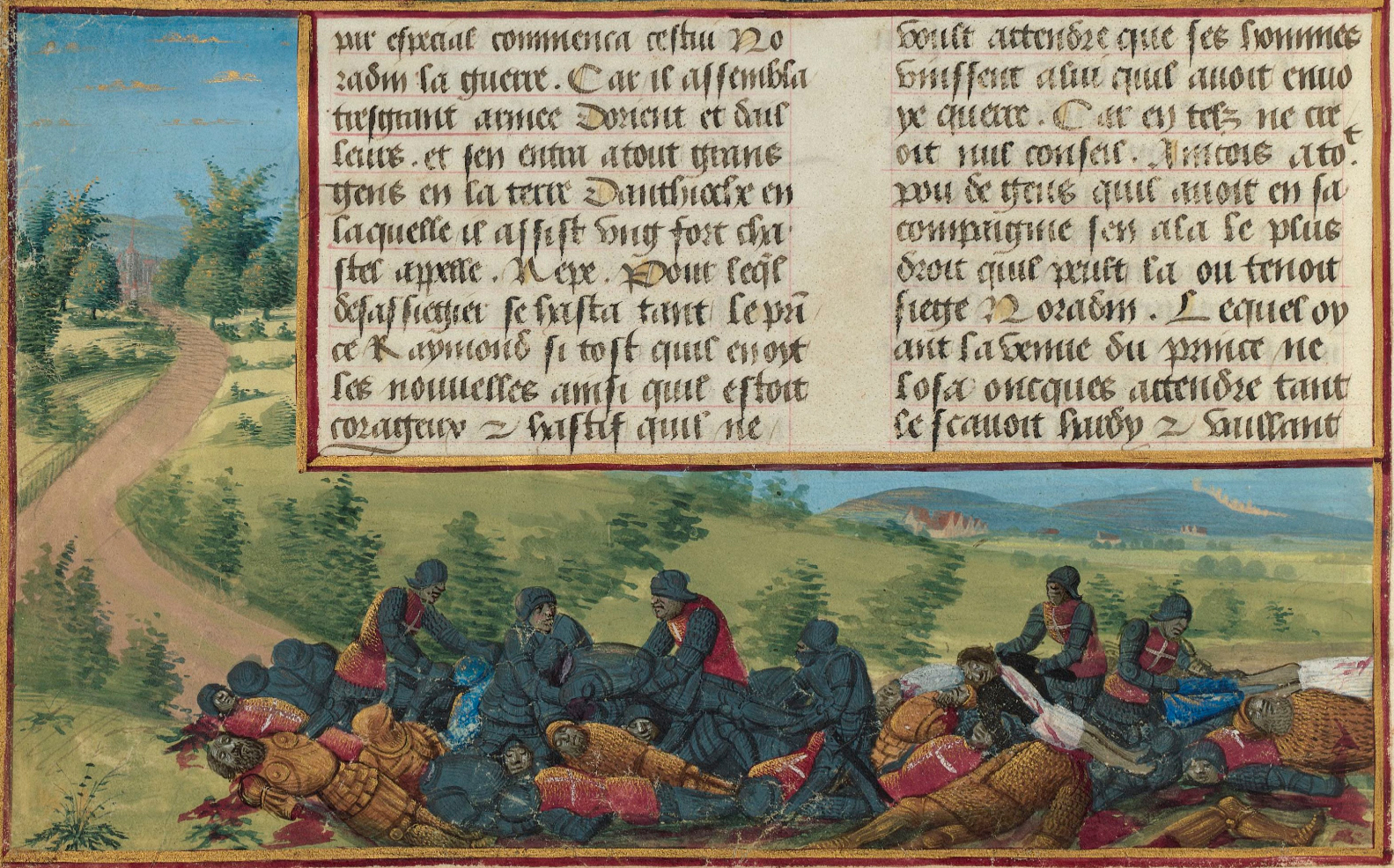
تصویری از جستجوی پیکر ریموند پس از نبرد

نبرد اناب (Battle of Inab) که نبرد ارض الحاتم (Fons Muratus) نیز نامیده می‌شود، جنگی است که در ۲۹ ژوئن سال ۱۱۴۹ و در جریان جنگ صلیبی دوم به وقوع پیوست. ارتش زنگیان به فرماندهی اتابک نورالدین زنگی، ارتش متحد شاهزاده‌نشین انطاکیه (به رهبری ریموند پواتیه) و حشاشین (به رهبری علی بن وفا) را نابود کرد. متعاقباً شاهزاده‌نشین انطاکیه غارت شد و از آنجا که مرز شرقی آن به سمت غرب رانده شده بود، از وسعت آن کاسته شد.